# Goat Island, British Columbia
Goat Island är en ö i Kanada.   Den ligger i Powell River Regional District och provinsen British Columbia, i den sydvästra delen av landet, 3 600 km väster om huvudstaden Ottawa. Goat Island ligger i sjön Powell Lake.
Trakten runt Goat Island är nära nog obefolkad, med mindre än två invånare per kvadratkilometer.